# Садовское муниципальное образование (Татищевский район)
Садовское муниципальное образование — сельское поселение в Татищевском районе Саратовской области Российской Федерации.
Административный центр — посёлок Садовый.

## История
Статус и границы сельского поселения установлены Законом Саратовской области от 27 декабря 2004 года № 108-ЗСО «О муниципальных образованиях, входящих в состав Татищевского муниципального района».

## Население
| 2010  | 2011  | 2012  | 2013  | 2014  | 2015  | 2016  |
| ----- | ----- | ----- | ----- | ----- | ----- | ----- |
| 1769  | ↗1774 | ↘1765 | ↘1752 | ↗1777 | ↗1778 | ↗1787 |
| 2017  | 2018  | 2019  | 2020  | 2021  |       |       |
| ↗1797 | ↘1777 | ↘1735 | ↘1703 | ↘1654 |       |       |

## Состав сельского поселения
| № | Населённый пункт           | Тип населённого пункта          | Население |
| - | -------------------------- | ------------------------------- | --------- |
| 1 | Елшанка                    | деревня                         | 12        |
| 2 | Кологривовка               | село                            | →86       |
| 3 | Кологривовка               | железнодорожная станция         | ↘415      |
| 4 | Кологривовское лесничество | посёлок                         | 1         |
| 5 | Коминтерн                  | посёлок                         | ↘379      |
| 6 | Никольский                 | железнодорожный разъезд         | 37        |
| 7 | Полянское                  | деревня                         | ↘342      |
| 8 | Садовый                    | посёлок, административный центр | ↘497      |